# Gerundi copulatiu
El gerundi copulatiu expressa relació de subordinació entre dues frases o accions. En català, és incorrecte utilitzar el gerundi per unir dues frases que expressen accions paral·leles o independents una de l'altra. Com indica Pompeu Fabra a Les principals faltes de gramàtica (1925), «quan enunciem, l'un darrere l'altre, dos fets dels quals el segon és conseqüència del primer, i expressem el segon valent-nos d'un gerundi, aquest gerundi és erroni». Per solucionar aquesta incorrecció cal separar clarament les dues frases. Per exemple:
- Incorrecta: «Esbrineu el parador de la persona esmentada, essent l'últim domicili conegut el carrer del Puig, 1, de Vic».
- Correcta: «Esbrineu el parador de la persona esmentada. L'últim domicili conegut és el carrer del Puig, 1, de Vic.»